# Bilbao

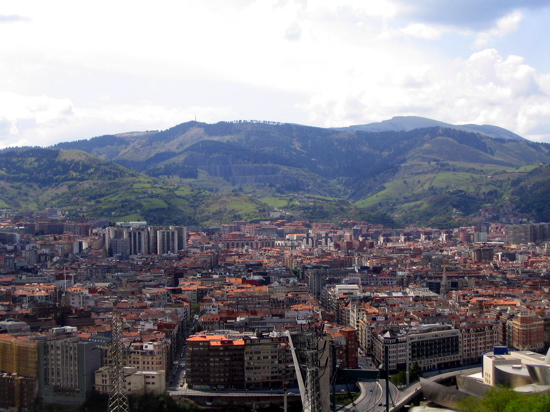
Vedere a orașului Bilbao

Bilbao (în bască Bilbo) este un oraș în nordul Spaniei, cel mai mare oraș din Țara Bascilor și din provincia Vizcaya. Orașul este un port principal și centru industrial, situat pe râul Nervión. Populația orașului este de 354.000 de locuitori în 2003, iar zona metropolitană are în jur de 947.000 de locuitori, însemnând că Bilbao este a șasea cea mai mare zonă metropolitană din Spania. 

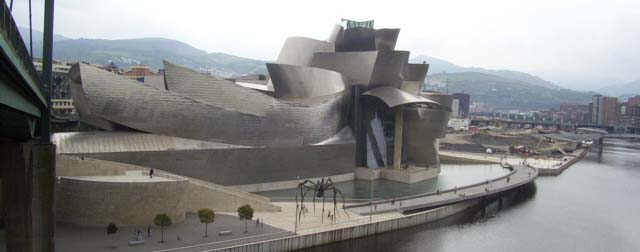
Muzeul Guggenheim din Bilbao, creație a arhitectului deconstructivist Frank Gehry, element central al reînnoirii urbane și al modernizării orașului.

În deceniile recente, Bilbao a mers printr-un proces de reînnoire urbană bazată în jurul unui sistem de metrou nou și deschiderea Muzeului Guggenheim Bilbao. Un sistem nou de tramvai, EuskoTran, a fost introdus în 2002. Din cauza eforturilor de reînnoire și modernizare a orașului, Bilbao este la ora actuala unul dintre cele mai moderne orașe din Europa de Sud. Procesul încă continuă, și în construcție este un turn unic, proiectat de Cesar Pelli, care va fi folosit ca sediu pentru guvernul regional basc.
Municipiul este împărțit în opt districte (bască: barrutia) care sunt subdivizate în 34 de cartiere (bască: auzoa). Majoritatea districtelor și cartierelor au fost foste municipalități independente și elizate care au fost în cele din urmă anexate orașului. Inițial, orașul Bilbao cuprindea orașul vechi și câteva case din partea stângă a estuarului, astăzi cunoscut sub numele de Bilbao la Vieja.

## Etimologie
Numele oficial al orașului este Bilbao, așa cum este cunoscut în majoritatea limbilor lumii. Euskaltzaindia, instituția oficială de reglementare a limbii basce, a convenit că între cele două denumiri posibile existente în bască, Bilbao și Bilbo, numele istoric este Bilbo, în timp ce Bilbao este numele oficial. Deși termenul Bilbo nu apare în documentele vechi, în piesa Soțiile vesele din Windsor de William Shakespeare, există o referire la săbii din fier biscaian pe care el le numește „bilboes”, sugerând că este un cuvânt folosit încă din secolul al XVI-lea.

### Demonim
Demonimul este „bilbaíno, -a”, deși este frecventă și pronunția populară bilbaino/a (sic). În limba bască este bilbotar folosit în general în Țara Bascilor nu doar în Bilbao, iar uneori este folosit și în spaniolă. Localitatea este numită cu afecțiune de către locuitorii săi drept botxo, adică gaură, deoarece este înconjurată de munți. Porecla „botxero” este derivată din această poreclă. O altă poreclă pe care o primește Bilbao este cea de „chimbos”, care provine de la păsările care au fost vânate în număr mare în aceste locuri în timpul secolului al XIX-lea.

## Clima
Apropierea sa de Golful Biscaya conferă orașului Bilbao un climat oceanic, cu precipitații care apar pe tot parcursul anului și fără o vară uscată bine definită. Precipitațiile sunt abundente, iar având în vedere latitudinea și dinamica atmosferică, zilele ploioase reprezintă 45% din totalul anual. Sezonul cel mai ploios este între octombrie și aprilie, noiembrie fiind cea mai ploioasă lună.
Zăpada nu este frecventă în Bilbao, deși este posibil să se vadă în vârful munților din jur.

## Limba
Limba spaniolă este cea mai folosită limbă a orașului, urmată de limba bască, care este autohtonă în regiune. Prezența bascilor în oraș este mai puțin proeminentă decât în alte municipalități din regiune, precum Bermeo sau Lekeitio. În 1986, populația bilingvă vorbitoare de bască reprezenta aproximativ 28% din total. Cu toate acestea, numărul vorbitorilor de bască a cunoscut o creștere continuă de atunci, atingând un număr de 37% în 2001. Mai mult de jumătate dintre vorbitorii de bască au mai puțin de 30 de ani și locuiesc în districtele Deusto, Begoña și Abando.
Conform datelor recensământului din 2016, populația în vârstă de peste 2 ani înregistrată în municipiul Bilbao care vorbește fluent reprezintă 29% din totalul populației, în timp ce cei care o vorbesc cu dificultate reprezintă în jur de 19,95% din total. În cele din urmă, cei care nu vorbesc sau înțeleg limba reprezintă restul de 51,06%.

## Sport
Clubul de fotbal Athletic Bilbao a fost înființat în anul 1898 și este un simbol semnificativ pentru naționalismul basc datorită promovării sale doar a jucătorilor basci fiind unul dintre cele mai de succes cluburi din istoria fotbalului spaniol. Joacă pe noul stadion San Mamés, care a fost deschis în 2013 și are o capacitate de 53.332 de spectatori.

## Cultură

### Teatre
●Teatrul Arriaga

### Muzee
- Muzeul Guggenheim din Bilbao

### Festivaluri și evenimente
● Aste Nagusia. Bilbao găzduiește mai multe festivaluri și evenimente regulate. Cea mai relevantă este Săptămâna Mare a orașului (Aste Nagusia), sărbătorită anual din 1978 și care durează nouă zile. Este festivalul principal al orașului, atrăgând peste 1.500.000 de oameni în fiecare an. Festivitățile încep în prima sâmbătă înainte de 22 august, iar în acele nouă zile primăria organizează o serie de evenimente culturale de diverse tipuri, inclusiv concerte, piese de teatru, sporturi rurale basce și lupte cu tauri, precum și focuri de artificii nocturne. Festivitățile încep cu chupinazo sau txupinazo, care este lansarea unei mici rachete, și citirea unei proclamații de către vestitorul festivităților. Punctul central al festivităților este locul din jurul txosnas, unde se reunesc diferitele konpartsak (formații de cântăreți, muzicieni și dansatori), organizate de asociații de cartier, precum și de grupuri culturale, sociale și politice. Simbolul festivităților este Marijaia, o păpușă mare care este arsă în ultima zi de sărbători.

## Personalități
- Miguel de Unamuno (1864 - 1936), scriitor;
- Pedro Arrupe (1907 - 1991), general al ordinului iezuit;
- Marian Ochoa de Eribe (n. 1964), scriitoare;
- Patxi Xabier Lezama Perier (n. 1967), sculptor, scriitor;
- Ander Herrera (n. 1989), fotbalist profesionist;
- Iñaki Williams (n. 1994), fotbalist ghanez.

1. ↑  Nomenclátor Geográfico de Municipios y Entidades de Población (20240402 edition)